# (100033) Taizé
(100033) Taizé est un astéroïde de la ceinture principale.

## Description
(100033) Taizé est un astéroïde de la ceinture principale. 
Il fut découvert le 9 avril 1991 à Tautenburg par Freimut Börngen. 
Il présente une orbite caractérisée par un demi-grand axe de 3,19 UA, une excentricité de 0,15 et une inclinaison de 8,5° par rapport à l'écliptique.
Il est nommé d'après la commune de Taizé, en Saône-et-Loire (France, Clunisois), connue pour sa communauté œcuménique.

## Compléments